# موسم أبيض جاف
موسم أبيض جاف (بالإنجليزية: A Dry White Season)‏ هو فيلم محاكمة ‏، وفيلم دراما، وفيلم مقتبس من عمل أدبي ‏ أُصدر في 1989. الفيلم من إنتاج مترو غولدوين ماير، وتولّت مترو غولدوين ماير توزيعه، وهو من إخراج أوزان بالسي.

## القصة
تقع أحداث الفيلم في جنوب أفريقيا.

## طاقم التمثيل
- دونالد سثرلاند
- مايكل غامبون
- باول بروك
- زاكيس موكاي  [لغات أخرى]‏
- Derek Hanekom [الإنجليزية]‏
- مارلون براندو
- يورغن بروكناو
- سوزان سارندون
- جانيت سوزمان
- سوسانا هاركر
- وينستون نتشونا

## الإنتاج

### التصوير
صوّر الفيلم في استديوهات باينوود ‏، وزيمبابوي. وكان بيير ويليام غلين مديرًا لتصوير الفيلم.

### الموسيقى
موسيقى الفيلم التصويرية من تأليف ديف غروزن.

## وصلات خارجية
- موسم أبيض جاف على موقع IMDb (الإنجليزية)
- موسم أبيض جاف على موقع ميتاكريتيك (الإنجليزية)
- موسم أبيض جاف على موقع الموسوعة البريطانية (الإنجليزية)
- موسم أبيض جاف على موقع روتن توميتوز (الإنجليزية)
- موسم أبيض جاف على موقع نتفليكس (الإنجليزية)
- موسم أبيض جاف على موقع قاعدة بيانات الأفلام العربية
- موسم أبيض جاف على موقع ألو سيني (الفرنسية)
- موسم أبيض جاف على موقع Turner Classic Movies (الإنجليزية)
- موسم أبيض جاف على موقع أول موفي (الإنجليزية)
- موسم أبيض جاف على موقع بوكس أوفيس موجو (الإنجليزية)